# Omedlevica
Sinkopa ali omedlevica je nenadna kratkotrajna nezavest zaradi možganske ishemije. Vzrok je lahko prenizek krvni tlak, premalo kisika v okolici, nevrološka ali psihogena motnja, v vseh primerih pa pride do premajhne oskrbe možganov s kisikom. Značilni simptomi se stopnjujejo od omotice, lepljivosti kože, zamegljenega vida, možni so tudi tinitus (zvonjenje v ušesih), popolna izguba vida, šibkost v okončinah in naposled kolaps.
Sinkopa je najpogostejša izguba zavesti, ki ni povezana z epilepsijo. Pojavlja se pri katerikoli starosti in pri obeh spolih.

## Mehanizem nastanka (patofiziologija)
Zavest je odvisna od normalnega delovanja centralnega živčevja (natančneje retikularne formacije v možganskem deblu in velikih možganih). Če je delovanje tega prizadeto, se to lahko kaže tudi z motnjami zavesti. Motena zavest je torej posledica motenega delovanja obeh možganskih polovic (hemisfer) in/ali možganskega debla.
Za normalno delovanje možganov je med drugim pomembno, da dobijo dovolj krvi. Pretok krvi skozi možgane je odvisen od arterijskega krvnega pritiska in pritiska znotraj lobanje (intrakranalni pritisk). Krvni pritisk pa je odvisen od hitrosti bitja srca (srčne frekvence), utripnega volumna srca (koliko krvi srce iztisne z enim utripom) ter od perifernega upora žil po telesu (odvisen od tega, koliko so žile razširjene ali skrčene).
Do sinkope torej lahko pride zaradi:
- upočasnjenega bitja srca (bradikardija)
- pospešenega bitja srca (tahikardija)
- zmanjšanega utripnega volumna srca (zaradi zmanjšanega volumna krvi, motenega odtoka krvi iz srca....)
- zmanjšanega upora v obrobnih (perifernih) žilah[2]

Vsi ti dejavniki prispevajo k znižanju arterijskega krvnega tlaka, s tem pa se zmanjša prekrvavljenost možgan, ki zaradi pomanjkanja krvi (in s tem kisika in glukoze) ne morejo normalno delovati in zato pride do motenj zavesti.

## Vzroki (etiologija)
Vzroki so lahko različni:
- z refleksi povezana sinkopa

- vazo-vagalna sinkopa, za katero je značilen občutek toplote, slabost...
- situacijska sinkopa, ki se pojavi po neki dnevni aktivnosti
- drugi vzroki, kot je pritisk na vrat ali obračanje glave

- ortostatska hipotenzija (po dalj časa trajajočem stanju)
- nekatera zdravila
- nevrološki vzroki (prisotni so lahko še glavobol, dvojni vid, hemipareza, epileptični napadi...)
- srčni vzroki (prisotnost bolečine v prsnem košu, občutek težjega dihanja - dispneja, občutenje bitja srca - palpitacije...)
- neznani vzroki[2]

## Klinična slika

### Dejavniki, ki pospešijo nastanek sinkope
Nekatere sinkope, kot je vazovagalna, se pojavljajo predvsem v okoliščinah kot so nenadna močna bolečina, dolgo stanje na mestu, velika gneča, vročina in podobno. V teh primerih se upočasni bitje srca, žile pa se razširijo, kar zmanjša periferni upor, oboje pa prispeva k znižanju krvnega pritiska in nastopu sinkope. Sinkopo lahko pospešijo tudi dejavnosti, ki zvišajo pritisk v prsnem košu, to so predvsem dvigovanje težkih bremen, igranje pihalnih inštrumentov, napenjanje pri odvajanju blata, kašljanje in podobno. Drugi dejavniki so še nekatera zdravila, ki širijo žile ali delujejo diuretično, vroče okolje (razširijo se žile v koži) ali obilni obroki (razširijo se žile v prebavilih).

### Kako izgleda sinkopa
Pred samo izgubo zavesti lahko prizadeta oseba občuti rahlo vrtoglavico, zamegljen vid ali izgubo vida na obeh očesih ter občutek, da so glasovi iz okolice oddaljeni oziroma pridušeni. Občuti lahko tudi splošno šibkost, slabost, potenje, občutek mraza in palpitacije (zaznavanje bitja srca). 

Pogosti znaki med samim napadom sinkope so bledica, potna koža, ohlapnost, komaj zaznaven pulz, krči ali trzljaji udov in telesa ter včasih uhajanje urina.
Sinkopa traja nekaj sekund do eno ali dve minuti, če je prizadeti v pravilnem položaju. To pomeni, mora biti glava dovolj nizko, da lahko v možgane pride kri. Če prizadeto osebo ljudje ali ovire držijo pokonci, pa bodo možgani še naprej brez krvi in nezavest bo trajala dlje.
Oseba po napadu, ko spet pridobi zavest, ni zmedena in se spomni opozorilnih znakov, po čemer jo lahko ločimo od epileptičnega napada, pri katerem je poleg zmedenosti lahko prisotna tudi utrujenost in dremavost.

## Prva pomoč
Osebe s sinkopo nikoli se smemo dvigovati, ampak jo na mestu dogodka zavarujemo in privzdignemo nogi. Če se je osebi povrnila zavest, ji lahko damo piti tekočino (brez mehurčkov). Omogočimo dotok svežega zraka v prostor, osebi dvignemo nogi, odpnemo ovratnik (kravato) in damo hladne obkladke. Oskrbimo morebitne poškodbe, ki so nastale ob padcu.

## Diferencialna diagnoza - na kaj še moramo pomisliti
Napad sinkope lahko spominja na epileptični napad. Spodnja tabela prikazuje nekaj pomembnih razlik med njima.
|                                  | sinkopa                                                   | epileptični napad       |
| -------------------------------- | --------------------------------------------------------- | ----------------------- |
| začetek                          | postopen                                                  | nenaden                 |
| okoliščine                       | značilne                                                  | neznačilne              |
| odvisnost od pokončnega položaja | običajna                                                  | je ni                   |
| simptomi                         | vrtoglavica, zamegljen vid, zvonenje v ušesih, slabost... | se jih ne spomni        |
| barva kože                       | bleda                                                     | modrikasta ali normalna |
| tonus                            | ohlapen                                                   | rigiden                 |
| uhajanje urina                   | redko                                                     | pogosto                 |
| ugriz v jezik                    | redko                                                     | pogosto                 |
| zmedenost po napadu              | minimalna                                                 | pogosta in očitna       |

Nekatere druge bolezni in stanja, ki lahko posnemajo sinkopo so še nekatere motnje metabolizma (znižana koncentracija glukoze v krvi, alkaloza zaradi pospešenega dihanja...), motnje spanja (narkolepsija, katapleksija...), psihiatrične motnje, "drop attacks" itd.

## Preiskave in postavljanje diagnoze
Za postavitev diagnoze so potrebni podatki, ki jih poda oseba, ki je sinkopo doživela (anamneza) ter preiskave kot so fizični pregled, EKG, pregled krvi, urina, nevrološki pregled in nekatere druge.

## Zdravljenje in prognoza
Zdravljenje je odvisno od osnovnega vzroka. Pri tistih, kjer je do sinkope prišlo zaradi dejavnikov kot so vročina, utrujenost, dehidracija in podobno, je dovolj že samo razlaga stanja. Če pa ležijo vzroki drugje, npr. v srcu, metabolnih poteh in drugje, pa je potrebno zdraviti osnovno bolezen oziroma motnjo. Tudi prognoza je odvisna od vzroka in je večinoma dobra. Pri manjšem deležu pa sinkopa opozarja na resnejšo bolezen ali stanje.